# 香川県道187号林田府中線
香川県道187号林田府中線（かがわけんどう187ごう はやしだふちゅうせん）は、香川県坂出市を通る一般県道である。

## 概要

### 路線データ
- 起点：坂出市林田町（坂出市林田町交差点、香川県道161号高松坂出線終点、香川県道186号大屋冨築港宇多津線交点）
- 終点：坂出市府中町（坂出市府中町交差点、香川県道33号高松善通寺線交点）
- 総延長；4.932 km

## 路線状況

### 重複区間
- 国道11号（坂出市加茂町甲 - 坂出市加茂町・坂出市加茂町交差点）

## 地理

### 通過する自治体
- 坂出市

### 交差する道路
| 交差する道路                                            | 交差する場所 | 交差する場所              |
| ------------------------------------------------------- | ------------ | ------------------------- |
| 香川県道161号高松坂出線 香川県道186号大屋冨築港宇多津線 | 林田町       | 坂出市林田町交差点 / 起点 |
| 香川県道16号高松王越坂出線                              | 林田町       | 林田町白峰中学校北交差点  |
| 国道11号 重複区間起点                                   | 加茂町甲     |                           |
| 香川県道180号鴨川停車場五色台線                         | 加茂町       | 坂出市加茂町交差点        |
| 国道11号 重複区間終点                                   | 加茂町       | 坂出市加茂町交差点        |
| 香川県道33号高松善通寺線                                | 府中町       | 坂出市府中町交差点 / 終点 |

### 沿線
- 坂出市立白峰中学校